# Polyneoptera
Kohorta Polyneoptera je predloženo taksonomsko rangiranje za Orthoptera (skakavci, cvrčci, itd) i sve druge insekte Neoptera za koje se veruje da su bliže srodni sa Orthoptera nego sa bilo kojim drugim redovima insekata. Ovi krilati insekti, sada u Paraneoptera, ranije su bili grupisani kao Hemimetabola ili Exopterygota na osnovu toga što nemaju metamorfozu, jer se krila postepeno razvijaju spolja kroz nimfne faze.